# Pornografia (powieść)
Pornografia – powieść Witolda Gombrowicza wydana w 1960 w Paryżu przez Instytut Literacki.
Została przetłumaczona na język angielski, włoski, ukraiński, czeski, francuski, niemiecki, grecki, norweski, japoński, hiszpański, serbsko-chorwacki, fiński, szwedzki, portugalski, chiński i turecki.

## Opis fabuły
W roli głównego bohatera, a zarazem narratora Witold Gombrowicz po raz kolejny obsadza własne alter ego. Witold-bohater, żyjący w Polsce okresu wojennego, poznaje podczas jednego ze spotkań z przyjaciółmi tajemniczego Fryderyka, którego ekscentryczne zachowanie połączone ze sporą ogładą oraz obeznaniem w świecie sztuki wydaje się do tego stopnia intrygujące, iż postanawia on zawęzić z mężczyzną swoje znajomości. Stopień ich relacji nie zostaje wprost określony, przy czym niektórzy krytycy dopuszczają hipotezę o łączącym ich związku homoseksualnym. Po wyjeździe na wieś do znajomego Witolda, Hipolita, starsi panowie, spragnieni młodości i świeżości, usiłują nakłonić ku sobie szesnastolatków: Karola i Henię. Gra toczy się w gombrowiczowskim stylu. To, co łączy obu panów, to wrażliwość na formę, przywiązują bowiem oni ogromną wagę do każdego gestu. Gra między młodymi ludźmi zostaje półświadomie podjęta, a Fryderyk i Witold delektują się każdym szczegółem zdarzeń – w pewnym sensie reżyserują spotkania Karola i Heni. Powieść niejednokrotnie ociera się o bluźnierstwo oraz perwersję: narastający (a jednocześnie kreowany przez starszych) związek pomiędzy Karolem i Henią zostaje skojarzony z okrucieństwem, sam Fryderyk, wykreowany na nietzscheańskiego nadczłowieka (zbieżność imion bohatera z niemieckim filozofem nie jest przypadkowa) unicestwia metafizyczny wymiar liturgii katolickiej, pod koniec powieści morduje małego Józka jedynie w celu dopełnienia wydarzeń mających miejsce w powieści („Bo jeśli młody zabije starszego, to tu starszy zabije młodego”).

## Tytuł
Gombrowicz najpierw zamierzał nadać swojej powieści tytuł Akteon. Wybrał jednak tytuł Pornografia, który wydał mu się bardziej atrakcyjny, ponieważ był bardziej szokujący.

## Ekranizacja
Na podstawie tej powieści powstał film w reżyserii Jana Jakuba Kolskiego pod tym samym tytułem.